# 処女はお姉さまに恋してる
『処女はお姉さまに恋してる』（おとめはボクにこいしてる）は、キャラメルBOXより2005年1月28日に発売された成年向け恋愛アドベンチャーゲームである。『マリアさまが見てる』などによる百合ブームを受ける形で、女学園に女装して通う事になった男子の学園生活を描き、ヒット商品となった。2005年12月には『乙女はお姉さまに恋してる』と改題の上、PlayStation 2版がアルケミストから発売され、2006年10月には同題でテレビアニメ化もなされた。「処女」「乙女」は「おとめ」、「お姉さま」は「ボク」と読み、略称はいずれも「おとボク」。本作は同じ2005年にういんどみるから発売された『はぴねす!』とともに「男の娘」ブームが本格的に盛り上がる契機のひとつとなった。
2010年6月30日には続編となる『処女はお姉さまに恋してる 2人のエルダー』（おとめはボクにこいしてる ふたりのエルダー）が発売された。2011年4月には続編のPSP版『乙女はお姉さまに恋してるPortable 2人のエルダー』がアルケミストから発売されている。本作と『2人のエルダー』、および小説作品『櫻の園のエトワール』は舞台・設定・登場人物を共有しており、エピソードにつながりがある形となっている。

## 歴史
- 2005年
  - 1月28日 - Windows用CD-ROM初回版発売。特典は絵本「ツンデレラ」。
  - 2月18日 - Windows用CD-ROM通常版発売。一次ロット特典は「おボクさまステッカー[注釈 2]」。
  - 6月24日 - Windows用CD-ROM版『キャラメルBOX やるきばこ』発売。おまけシナリオ収録。特典は「おボクさまヴィネ」。
  - 12月29日 - PS2版『乙女はお姉さまに恋してる』発売。
- 2006年
  - 4月28日 - Windows用DVD-ROM版（フルボイスパッケージ仕様）発売。マニュアル内に「ツンデレラ」収録。
  - 10月7日 - テレビアニメ『乙女はお姉さまに恋してる』放送開始。
- 2007年
  - 1月26日 - Windows用DVD-ROM版『キャラメルBOX やるきばこ 復刻版』発売。
  - 10月19日 - Windows用DVD-ROM版『キャラメルBOX やるきばこ2 エピソードV:やるきねこの逆襲』発売。おまけシナリオ収録。
  - 12月25日 - 小説『乙女はお姉さまに恋してる 櫻の園のエトワール』発売。本編終了後の聖應女学院が描かれている。
- 2009年
  - 12月29日 - コミックマーケットにて新作『処女はお姉さまに恋してる 2人のエルダー』制作発表。
- 2010年
  - 1月29日 - 小説のドラマCD『Audio Drama CD 処女はお姉さまに恋してる 櫻の園のエトワール』発売。
  - 3月29日 - iPhone版『乙女はお姉さまに恋してる（紫苑編）Vol.1』発売。以降、6月4日の『Vol.6』まで発売[1][2]。
  - 4月29日 - PSP版『乙女はお姉さまに恋してるPortable』発売。
  - 6月30日 - 『処女はお姉さまに恋してる 2人のエルダー』初回版発売。
  - 7月30日 - 『処女はお姉さまに恋してる 2人のエルダー』通常版発売。
- 2011年
  - 4月28日 - PSP版『乙女はお姉さまに恋してるPortable 2人のエルダー』発売。
  - 5月27日 - 『処女はお姉さまに恋してる』Windows 7対応版発売。
- 2012年
  - 12月28日 - Android版『処女はお姉さまに恋してるPortable 2人のエルダー』をTG　マーケット上にて、1日限りの無料公開を実施。
  - 12月29日 - Android版『処女はお姉さまに恋してるPortable 2人のエルダー』をTG　マーケット上にて、発売。
- 2017年
  - 10月26日 - 新作『処女はお姉さまに恋してる 3つのきら星』制作発表・公式サイト開設[3]。
- 2018年
  - 2月23日 - 『処女はお姉さまに恋してる 3つのきら星』初回版発売。

## 登場キャラクター
声優名は、原則としてPC版 / コンシューマ版 / テレビアニメ版の順に記載。

### メインキャラクター
宮小路 瑞穂（みやのこうじ みずほ）
声：神村ひな / 同左 / 堀江由衣
誕生日：5月12日、血液型：A型、身長：173cm。3年A組所属。
本作の主人公。本名は鏑木 瑞穂（かぶらぎ みずほ）だが、正体を隠すため学院では母方の姓を名乗っている。男性らしからぬ長髪と母親譲りの美貌の持ち主。学業面については転校前は有名な進学校である開正学園でも学年トップだったほどで、剣道・空手・合気道・薙刀・フェンシング・ソシアルダンス・日本舞踊・茶道・華道の心得もある。そんな才色兼備な瑞穂はやがて全校生徒の憧れのお姉さま「第72代エルダー・シスター」として崇められてしまう。生真面目な性格だが、つい調子に乗ってしまってはふと我に返って後悔することもしばしば。かつては他者に関わろうとしない消極的な性格だったが全校生徒の上に立つ「お姉さま」として様々な事件を経験し、次第に成長していく。内気な性格であるが、その反面いざという時には積極的な行動を起こす事も。理想の女性像の体現たるエルダーにふさわしくあろうと日々努力し、いざというとき少女たちのために迷わず身を挺して行動する姿は、理想の男性像としても描かれており、作中では生徒たちの投票で『ロミオとジュリエット』のロミオ役に選ばれている。ユーザーの人気も高く公式HPのキャラ人気投票では劇中同様一人で全体得票数の八割を獲得し、トップの支持を得ている。
卒業後は翔陽大学に進学、奏の妹・薫子にフェンシングを教えたりとちょくちょく学院にも顔を出している。3年後の『2人のエルダー』では、『聖應の十月革命』、『伝説のケーキ』やチーム対抗リレーなどのエピソードが伝説として学院で語り継がれている。
十条 紫苑（じゅうじょう しおん）
声：木原泉 / 同左 / 松来未祐
誕生日：3月21日、血液型：AB型、身長：173cm。3年A組所属。
瑞穂のクラスメイト。元侯爵である十条家の一人娘だが、それを鼻に掛けない性格。転校初日から瑞穂が男性であることを見破るが、それを承知で友人関係を築く。成績はトップクラスだが、病気のため1年留年している。前年の第71代エルダー・シスターに選ばれながら、入院によりその任を全うできなかったことを負い目に感じており、瑞穂のエルダーとしての活動を支えることでその罪滅ぼしをしようとしている。穏やかで落ち着いた性格だが意外とイタズラ好きで、まりやと共謀して瑞穂をからかうこともある。茶道部の指導役を務めるなど作法も完璧。また、意外にもフェンシングに詳しく、『櫻の園のエトワール』ではフェンシングの審判を自ら買って出ている。病弱な女性であるが意外にも長身（瑞穂と同じ身長）で、腰まで届く美しい黒髪が特徴的。奏がお気に入りで本能的に抱きしめてしまう奇癖あり。「おボクさま」では長い髪で奏を取り込んでダルマ形態になることがある。父親は製紙会社、母親はフィニッシングスクールを経営している。
第三作である｢３つのきら星｣(トリンクルスターと呼称)では聖セラール女学院で主人公のクラス担任として赴任している。
御門 まりや（みかど まりや）
声：あおいひとみ / 同左 / 浅野真澄
誕生日：6月8日、血液型：O型、身長：161cm。3年B組所属。
瑞穂の従妹で幼馴染。紫苑と同じく元華族の家柄だが、紫苑とは別の意味でお嬢様らしくない自由奔放さで、アニメ版に於いては声優の浅野曰く「定食屋の娘みたい」な性格。過保護な両親から離れたくて学院で寮生活を送っている。ファッション・メイク関係に関心が強い。昔からよく瑞穂を女装させて遊んでいたため、今回の件にもノリノリで瑞穂の女子寮生活をセッティングし、転入後も慣れない女学院での生活を何かとフォローする。瑞穂の消極的な部分を改善する意図もあったのだが、実際に瑞穂がエルダーとして成長すると共に複雑な心境を覗かせる様になる。陸上部所属で、由佳里とは部活でも先輩後輩の間柄。夏休み前に引退したため本編中ではほとんどまりやの部活のことは話題に出ないものの、短距離選手で部の歴代最高記録保持者であり、ゲーム版ドラマCDにおいては、予選会などでいつもジャスミン茶を持って来ることから『茉莉花（まつりか）の君』の二つ名を持つことが明かされている。また、本編中では特に語られていないが、寮監をしていた。
卒業後は海外に留学。『櫻の園のエトワール』では本格的に留学する前に何度か聖應を訪れていることが語られており、陸上部事変の際には由佳里にアドバイスを残している。
周防院 奏（すおういん かな）
声：木村あやか / 同左 / 神田朱未
誕生日：8月26日、血液型：O型、身長：140cm。1年E組→2年C組→3年A組所属。
少し内気な性格の下級生で、寮では瑞穂の世話係となる。演劇部員だが、あがり症なのが悩み。イチゴが大好物で、それが絡むと性格が変わってしまうこともある。幼い容姿に頭の大きなリボンと「なのですよ〜」という口癖が特徴で、アニメ版EDと『おボクさま』ではリボンを羽ばたかせて飛行する。実は孤児院の出身で、両親や本来の名前は不明である。『周防院』はその孤児院の院長の姓で、院長の養女となったときに『奏』と名付けられた。また、「なのですよ〜」という口癖は元々は院長のものであり、一緒に過ごしているうちに口癖が移ってしまった｡頭のリボンは亡くなる直前の院長から貰った物で何よりも大切にしており、それを糧に奨学金を得て学院に通っている努力家であるが、このリボンが原因で生徒会との間で後に『聖應の十月革命』と伝えられる事件が起きてしまう。
奏シナリオのエピローグでは、『白菊の君』という二つ名を持つ演劇部部長で、『第74代エルダー・シスター』として全校生徒から慕われている姿が描かれている。貴子シナリオの後日談となる『桜の園のエトワール』の主人公の一人で、薫子の姉となった姿やエルダー・シスターとなる経過が描写されている。瑞穂達の卒業後は一人称が「私」に変わり、特徴的な口癖も減っている。また、卒業までに背が伸びた由佳里とは対照的に身長は瑞穂達の在学時とほぼ変わっていない。続編の『2人のエルダー』では、学生を続けながら一般劇団へ所属している事が明かされている。
上岡 由佳里（かみおか ゆかり）
声：松永雪希 / 同左 / 松本彩乃
誕生日：2月18日、血液型：A型、身長：152cm。1年B組→2年C組所属、3年次は不明。
陸上部所属の後輩で、寮ではまりやの世話係。料理が得意でハンバーグに目がない。大の怖がりでお化けや怖い話、飛行機が苦手にしており、勉強も不得意である。エッチなことへの興味が強く、そこをまりやに見抜かれて色々と弄られてしまう。亡くなった義姉が学院OGで、由佳里の学院入学を応援していたが、由佳里自身はごく普通の家庭で生まれ育ったため、自分が『お嬢様』らしくないというコンプレックスを抱いている。また実家から帰省したシーンでは土産に紅葉まんじゅうやお好み焼きセットを持って来ている為,広島を連想させるが公式では言及されていない｡
奏シナリオのエピローグでは、『琥珀の君』の二つ名を持つ陸上部部長兼生徒会長となっている。『桜の園のエトワール』では主人公の一人で、陸上部部長や生徒会長となる経緯が言及されている。瑞穂達の在学時は控えめな性格と評されていたが、『2人のエルダー』で薫子が「割とイージーな人だったけど、人望はあった」「判断を悩まず、快刀乱麻を断つような人」と回顧している。また、瑞穂達の卒業後は喋り方が変わっており、本人曰くまりやの喋り方を真似ているらしい。なお、由佳里シナリオでは陸上部を辞め、瑞穂が入った大学への進学を目指すことになる。
厳島 貴子（いつくしま たかこ）
声：佐本二厘 / 同左 / たかはし智秋
誕生日：11月16日、血液型：B型、身長：165cm。
真面目で公平な人柄から人望は厚い生徒会長。瑞穂の編入以前はエルダー最有力候補で、実は瑞穂とは家同士がライバル関係にある。学院の伝統を非常に重んじており、それ故に伝統を受け継ぐはずのエルダーに転入間もない瑞穂が選ばれたことへ不快感を示す。エルダー選挙後も生徒会長として瑞穂達と対立してしまうことが多かったが、様々な事件を通じて次第に瑞穂の人柄に惹かれていく。幼等部の頃から同級生のまりやとは犬猿の仲で顔を合わせるとお互いに喧嘩腰になってしまう。生粋のお嬢さまなので少々世間知らず。幽霊やお化けなどが苦手である。また興奮しすぎると気絶することがあり、特に個別シナリオではそれが顕著で、事ある毎に倒れる。初回特典絵本『ツンデレラ』は彼女が主役である。
家族を顧みない父・壮一郎（そういちろう）や放蕩や女性遍歴で悪名高い兄・順崇（かずたか）の影響で大の男嫌いであり、自分が厳島家の人間であることに嫌悪感を抱いている。貴子シナリオのエピローグでは、卒業後は遂に厳島家に愛想を尽かして家を飛び出し、瑞穂の実家に居候しつつ大学に通っており、『やるきばこ2』収録のその後日譚では、本編では余り出てこなかった貴子の親族関係の物語が描かれている他、紫苑シナリオのエピローグでは厳島家を出たといっており、まりやシナリオのエピローグでは瑞穂と共に鏑木財閥で働いている。
高島 一子（たかしま いちこ）
声：草柳順子 / 同左 / 後藤邑子
誕生日：11月24日、血液型：B型、身長：154cm。
かつて学院の生徒だったが、在学中に病死。幽霊となって寮に住み着き、長い間眠っていた。明るい性格だが、ロマンチストな面も持つ。幽霊であるが故に物を掴むことができずにすり抜けてしまうが、人（魂のあるもの）に触ることはできる。ただしアニメ版では、自分から触れたいと思う相手にしか触れることが出来ない。普段は普通の喋り方だが、感情が高ぶると物凄い早口で喋り倒す癖がある(いわゆるマシンガントーク)。瑞穂の母親である幸穂とは浅からぬ縁がある。寮で生活する面々の中で一番の「お姉さん」であり、その為自分が成仏する事で瑞穂達全員の背中を押す一面も。生前はカトリック信者であった。
彼女が死んだのが夏だったため、他のキャラクターが冬服に衣替えしても彼女は夏服のままである。また、地縛霊であるため移動可能な範囲は限られる（ゲーム版とアニメ版では若干異なる）。憑依能力を持ち、その特殊な作用が瑞穂の危機を救うこともあるが、アニメ版では描かれていない。

### サブキャラクター
梶浦 緋紗子（かじうら ひさこ）
声：一色ヒカル / 同左 / 榊原ゆい / 御苑生メイ（2人のエルダー（PC/PSP）） / 榊原ゆい（2人のエルダー（OVA））
誕生日：1月8日、血液型：AB型、身長：168cm。
瑞穂のクラスの担任を務める古文の教師。学院長、教頭と共に瑞穂が男性であることを知っている学校関係者の一人。シスター資格を持つ学院OGだが、実は不信心な性格。詩織とは浅からぬ縁があったが、アニメ版では描かれていない。何かにつけて瑞穂に薄荷のキャンディーをくれる。始業式や卒業式などの式典では必ず彼女が司会進行を勤めており、彼女が好きでやっているという噂がある。
『2人のエルダー』では、教師を辞め、上村 緋紗というペンネームで小説家としてデビューし、瑞穂の薦めで詩織との思い出を「夕日（ひ）のあたる教室（へや）」という小説にしていたが、入院加療中の美倉学院長に頼まれて教師兼学院長代理として復職し、千早のクラス担任を務める。なお、『おとボク』では眼鏡をかけていたが、『2人のエルダー』では眼鏡はしていない。
小鳥遊 圭（たかなし けい）
声：一色ヒカル / 釘宮理恵 / 真堂圭
瑞穂のクラスメイト。オカルトや占いに関する造詣が深く、意味深なことを無表情で言う。また他人を驚かせることに無駄に一所懸命になったりする。演劇部所属で、新入生のときから部長を務める鬼部長である。一般生徒の間での人気も高く、ファンクラブもある。奏を文化祭の劇で主役に抜擢し、奏からは尊敬されている。美智子とはいわゆる百合の関係で、彼女の方が基本的に「ネコ」である。
同じキャラメルBOXのゲーム『終末少女幻想アリスマチック』にも、原画家が異なるものの容姿が似た同姓同名のキャラクターが登場する（声優は理多）。使う魔術もほぼ同じ（『やるきばこ』収録の『卒業旅行に行きましょう!』より）。
高根 美智子（たかね みちこ）
声：神村ひな / 福井裕佳梨 / 野川さくら
瑞穂のクラスメイト。教室の出入り口に一番近い席に座る関係上、クラスの受付嬢（来客係）であり、クラスメイトの交友関係はすべて把握している。見かけによらず策略家である。圭とは百合の関係で、彼女の方が基本的に「タチ」である。圭のこととなると嫉妬深い一面を見せる。滅多なことでは動じないが、一子と遭遇したときには立ったまま気絶した。
菅原 君枝（すがわら きみえ）
声：草柳順子 / 日笠山亜美 / 木村まどか
生徒会会計。貴子を慕い補佐する後輩。まりや曰く「貴子の腰巾着やってるデコメガネ」で、貴子のために瑞穂の身辺を洗うが瑞穂の悪い噂を掴むことが出来ない上、彼女と瑞穂との間に起こる幾つかのハプニングで瑞穂への気持ちに変化が現れる。また、彼女が起こした幾つかの行動が結果的に貴子と瑞穂との間を急速に縮めることになる。おまけシナリオでは、貴子への崇拝と瑞穂への憧憬との間で揺れ動く心情とその結果の意外な行動が描かれている。貴子シナリオにて相当な美少女であることが判明する。
貴子シナリオの後日談を描いた『櫻の園のエトワール』では『かぐやの君』という二つ名で呼ばれる生徒会長兼『第73代エルダー・シスター』となっている。『やるきばこ2』収録の貴子シナリオにおいても、君枝がエルダーになっていると言及されている。
長谷川 詩織（はせがわ しおり）
声：佐本二厘 / 柚木涼香 / 登場せず
緋紗子の学生時代の後輩。音楽特待生でピアノが得意。無愛想で友人も少なかったが、緋紗子とは仲が良く、いわゆる百合関係であった。
美倉 サヱ（みくら さゑ）
声：あおいひとみ / 同左 / 堀越真己
学院長を務める老シスターで、男性である瑞穂の編入を許可した。瑞穂の母親や緋紗子はかつての教え子であり、瑞穂達を温かく見守る。『2人のエルダー』では入院中のため登場しないが、学院長として千早の編入を許可している。
門倉 葉子（かどくら ようこ）
声：松永雪希 / 同左 / 未公表
クールな性格の生徒会副会長。学年は君枝と同じ。立ちグラフィックは一般生徒（モブキャラクター）用のものを使い回しているが、それらとは別人物なので注意が必要である。アニメ版にも彼女らしき生徒会役員が登場している。貴子シナリオでは順当に行けば次年度の生徒会長となるところを「自分は黒幕でいたい」として君枝を会長職に推し、自らは副会長に留まる。『櫻の園のエトワール』でも、もう一年副会長を務めており、『帝の君』の二つ名がある。
烏橘 可奈子（うきつ かなこ）
声：木村あやか / 同左 / 未公表
間延びした口調が特徴の生徒会書記。葉子と同じくグラフィックは一般生徒用と同じものだが、PS2版では大幅にデザインが変更されている。アニメ版にも彼女らしき生徒会役員が登場している。辛辣なことを言う葉子と、それを天然ボケで受け流す可奈子は良いコンビだと貴子や瑞穂も認めている。奏や由佳里と同学年であり、『櫻の園のエトワール』では2年C組の有名人トリオであった。葉子と同じく2年連続で書記を務めたのち、最終年度は副会長となり、陸上部長を兼任する生徒会長の由佳里を補佐する。
『櫻の園のエトワール』および『2人のエルダー』に登場する鳥橘 沙世子は彼女の妹にあたる。
香原 茅乃（こうはら かやの）
声：一色ヒカル / 同左 / 登場せず
華道部部長。まりやや華道の講師の資格を持つ紫苑とは面識がある。グラフィックは一般生徒用のものと同じ。
鏑木（宮小路） 幸穂（かぶらぎ（みやのこうじ） さちほ）
声：神村ひな / 同左 / 台詞なし
瑞穂の母親で、瑞穂が幼い頃に病死している。学院のOGで、卒業と同時に結婚が決まっていた。また、22年前のエルダー・シスターを務めていており、学院時代に一子とは浅からぬ縁がある。一子によると瑞穂とそっくりの容姿をしていたそうで、ゲーム中でも彼女は瑞穂のCGが流用されている。瑞穂が男性らしからぬ長髪なのは幸穂が亡くなる間際に「この子の髪を切らないで下さい」と遺言したためである。
鏑木 慶行（かぶらぎ よしゆき）
声：未公表（やるきばこ2の登場ではボイスなし） / ボイスなし / 登場せず
瑞穂の父親で、現鏑木グループ当主である。鏑木家は元公爵で、紫苑シナリオで大きな意味をもつことになる。本編では台詞のみ。『やるきばこ2』収録のおまけシナリオでビジュアルが登場したが、年齢の割にかなりの若作り。豪放かつおちゃらけた性格だが、事業家としては実利主義。質素倹約を旨としており、その影響で瑞穂には御曹司らしからぬ庶民的な金銭感覚（まりや曰く「貧乏性」）が身に付いている。
鏑木 光久（かぶらぎ みつひさ）
声：名前のみ登場、台詞なし
瑞穂の祖父で、この人物の遺言を基点に物語が始まる。遺言では、孫の瑞穂を女学院に編入、寮内での個室位置指定、家具の変更を認めないなどの要望を残している。
久石（ひさいし）
声：未公表 / ボイスなし / 永野善一
瑞穂の亡き祖父・光久の顧問弁護士。女学院への編入というとんでもない遺言を瑞穂に伝えた。端役だが、本編では瑞穂以外では唯一名前（名字）とビジュアルが揃っている男性キャラクターである。
厳島 壮一郎（いつくしま そういちろう）
貴子の父親であり、貴子の祖父から譲り受けた厳島グループをここ10年ほどで鏑木グループに匹敵する企業グループに急成長させた凄腕の経営者である。愛人を渡り歩き、家庭を顧みない人物であり、貴子からは嫌われている。名前のみ登場。
紀香（のりか）
美和（みわ）
声：未公表 / ボイスなし / 登場せず
やるきのない陸上部員。まりやの助言で2人とも退部したが、まりやに無理矢理辞めさせられたという噂があり、これが『桜の園のエトワール』での部長禅譲事件（陸上部事変）の遠因となった。
立川 イサコ（たちかわ イサコ）
声：名前のみ登場、台詞なし
緋紗子が生徒の頃には既に教鞭をとっていた教師で、人使いが荒い。『おとボク』『2人のエルダー』ともに名前のみ登場。

### おまけシナリオ・ドラマCD
織倉 楓（おりくら かえで）
声：海原エレナ（おまけシナリオ） / 小林沙苗（アニメ版ドラマCD）
鏑木家の家政婦長で、慶行の筆頭秘書。幼いころに母親を亡くした瑞穂にとっての母親代わりでもある。年齢不詳であるが、『やるきばこ2』の紫苑シナリオ（本編の2年後）の時点でぎりぎり20代である。メイドとしての技量は完璧だが、瑞穂によると稀に大失敗をやらかしてしまう。紫苑とは似た者同士で意気投合する。奏と同じ孤児院の出身で、約15年前から一緒に暮らしている。『2人のエルダー』の時間軸にあたる六月に慶行と結婚・挙式予定。
PS2/PSP版および『やるきばこ』『やるきばこ2』収録のおまけシナリオ、アニメ版ドラマCDシーズン02に登場。本編には未登場だが、「楓さん」という人物の存在が瑞穂の台詞により明かされていた。
桜井 夏央（さくらい なお）
声：榊原ゆい（ゲーム版ドラマCD）
陸上部所属で、まりやの後輩。『秋桜（コスモス）の君』の二つ名を持つ。まりやに「特別な感情」を抱いている。
藤本 椿（ふじもと つばき）
声：日野由利加（アニメ版ドラマCD）
瑞穂たちが別荘を訪れた際に出会った自称魔法使いの中年女性。実際は著名な料理研究家であり、別荘滞在中、料理が不得意な瑞穂は彼女に料理を習いはじめる。アニメ版ドラマCDシーズン02に登場。
松下 桃子（まつした ももこ）
声：北都南（おまけシナリオ）
身長：145cm。
瑞穂と同い年で、翔陽大学の1年先輩（瑞穂が1年浪人しているシナリオ設定のため）。学生会副会長。関西弁を喋る元気娘だが、幼い外見を気にしている。学生会長の黒澤 隼人（くろさわ はやと）とは良きケンカ友達だったが、変化が生じ始める。『やるきばこ2』収録の紫苑シナリオに登場。

## 処女はお姉さまに恋してる

### ストーリー
鏑木瑞穂は容姿端麗・文武両道だが、ちょっと気弱な財閥の御曹子。ある日、彼の祖父が瑞穂を女子校である“聖應女学院”に転入させるとの遺言をしていたことが判明する。
無理矢理女装させられ男であることを隠して、「宮小路 瑞穂」と名乗り転入した女学院で、瑞穂はその美しい容姿と嫋やかな振る舞い、優秀な成績から次第に生徒達の注目を集めていく。そしておとずれたエルダー選挙では、最初の投票でいきなり82パーセントもの票を得てしまい、男でありながら全校生徒の“お姉さま”として崇められることになってしまう。

### スタッフ
- シナリオ：嵩夜あや
- PS2版シナリオ：叶希一
- キャラクターデザイン・原画：のり太
- CG監修：エノモト
- グラフィック：ヨダ、さじたひかる、エノモト、のり太
- 音楽制作：ZIZZ STUDIO
- 音楽プロデューサー：磯江俊道 (ZIZZ STUDIO)
- 共同音楽プロデューサー：江幡育子 (ZIZZ STUDIO)
- Song Mix & マスタリングエンジニア：穴井正和 (Cosmic Factory)
- BGMコンポーザー：磯江俊道、大山曜、川越好博、菅谷豊、立花泰彦、ヨハン・シュトラウス2世（『宝石のワルツ』作品418 ワルツNo.2 編曲：川越好博）
- BGMマスタリングエンジニア：穴井正和 (Cosmic Factory)
- レコーディングスタジオ：ZIZZ STUDIO
- 背景：神威光司、中村豪希、倉橋隆
- 効果音：H.B STUDIO
- メインプログラム：なかまる
- サブプログラム：田中一嘉
- タイトルデザイン：yoshiyuki（ニトロプラス）
- ムービー：神威光司
- webデザイン：さじたひかる
- キャスティング：松沼廣有（ホビボックス株式会社）
- 音声収録・音声編集：H.B STUDIO
- セールスプランニング：小山秀一（ホビボックス株式会社）、平柳実（同）
- 販売営業：河原慎一郎（ホビボックス株式会社）、一宮広和（同）
- SPツールデザイン：瀧村研二（ホビボックス株式会社）
- イベント企画・進行管理：榎本覚（ホビボックス株式会社）
- 進行管理協力：まさかり（ニトロプラス）
- 審査進行管理：横田裕司（ホビボックス株式会社）
- デバッグ：司馬まさ（ホビボックス株式会社）、やべっち（同）、へたれ番長（同）、徒歩十分（ニトロプラス）、キャラメルBOX ALL STAFF
- 広報：まんぼ
- 広報協力：ジョイまっくす（ニトロプラス）、ニトロくん（同）
- Special Thanks：うにくす、銭取、ごきち
- プロデューサー：でじたろう（ニトロプラス）
- エグゼクティブプロデューサー：倉崎克之（ホビボックス株式会社）、渡邊憲博
- 制作協力：ホビボックス株式会社、株式会社ニトロプラス
- ディレクター：エノモト

### 楽曲
音楽 - ZIZZ STUDIO
OP「You make my day!」
作詞：江幡育子 / 作曲・編曲：磯江俊道 / 歌：YURIA
ED「いとしいきもち」
作詞：江幡育子 / 作曲・編曲：大山曜 / 歌：榊原ゆい
挿入歌「さよならの囁き」
作詞：江幡育子 / 作曲・編曲：川越好博 / 歌：榊原ゆい

### エピソード

#### 各話タイトル
本作は6月から3月の期間を1話＝1か月のスタイルで描いており、各話終了後にはアニメ番組のような次回予告が挿入される。第七話以降は攻略キャラに依って分岐する。また第一・二話はPC版の公式HPで無償配布されている体験版でプレイ可能である。
| 話                 | タイトル                 | タイトル                 | タイトル                 | タイトル                 |
| 話                 | 紫苑ルート               | 貴子・奏ルート           | まりや・由佳里ルート     | 一子ルート               |
| ------------------ | ------------------------ | ------------------------ | ------------------------ | ------------------------ |
| 第一話 (June)      | 梅雨空は憂い顔と共に     | 梅雨空は憂い顔と共に     | 梅雨空は憂い顔と共に     | 梅雨空は憂い顔と共に     |
| 第二話 (July)      | お転婆花嫁幻想曲         | お転婆花嫁幻想曲         | お転婆花嫁幻想曲         | お転婆花嫁幻想曲         |
| Interlude (August) | 薄荷                     | 薄荷                     | 薄荷                     | 薄荷                     |
| 第三話 (September) | 真夏の夜の恋人たち       | 真夏の夜の恋人たち       | 真夏の夜の恋人たち       | 真夏の夜の恋人たち       |
| 第四話 (October)   | 私たちの十月革命         | 私たちの十月革命         | 私たちの十月革命         | 私たちの十月革命         |
| 第五話 (November)  | 華麗なる陰謀劇           | 華麗なる陰謀劇           | 華麗なる陰謀劇           | 華麗なる陰謀劇           |
| 第六話 (December)  | 落ち葉の軌跡・雪の降誕祭 | 落ち葉の軌跡・雪の降誕祭 | 落ち葉の軌跡・雪の降誕祭 | 落ち葉の軌跡・雪の降誕祭 |
| 第七話 (January)   | 失くした鍵               | 二人のジュリエット       | 視えない未来             | 視えない未来             |
| 最終話 (February)  | 明日への扉               | ヴァレンタイン狂想曲     | 惑いの森、夜明けの光     |                          |
| (March)            | an Epilogue〜三月        | an Epilogue〜三月        | an Epilogue〜三月        | an Epilogue〜三月        |

#### おまけシナリオ（APPENDIX）
| Episode | サブタイトル                   | 収録ソフト | 収録ソフト | 収録ソフト | 収録ソフト  | 収録ソフト |
| Episode | サブタイトル                   | CD版       | DVD版      | やるきばこ | やるきばこ2 | PS2/PSP版  |
| ------- | ------------------------------ | ---------- | ---------- | ---------- | ----------- | ---------- |
| I       | 夕陽のあたる教室               | Yes        | Yes        | No         | No          | Yes        |
| II      | 操りの弦 双りの音              | Yes        | Yes        | No         | No          | No         |
| III     | Secret of my heart             | Yes        | Yes        | No         | No          | Yes        |
| IV      | まりやとかが見てる             | Yes        | Yes        | No         | No          | No         |
| V       | 宿り樹の腕輪                   | △          | △          | Yes        | No          | Yes        |
| VI      | 宮小路家のお正月               | —          | —          | Yes        | No          | Yes        |
| VII     | おみやげに於ける諸問題         | △          | —          | Yes        | No          | Yes        |
| VIII    | 翼を継ぐ者たち                 | —          | △          | Yes        | No          | Yes        |
| Special | 卒業旅行に行きましょう！       | —          | —          | Yes        | No          | No         |
| X       | そして、そこに立つ者たちの肖像 | —          | —          | —          | Yes         | —          |
| XI      | 恋と愛の主題による変奏曲       | —          | —          | —          | Yes         | —          |

- 「やるきばこ」「やるきばこ2」はそれぞれキャラメルBOXのファンディスク『キャラメルBOX やるきばこ』『キャラメルBOX やるきばこ2 エピソードV:やるきねこの逆襲』を指す。
- CD-ROM版のみおまけシナリオにはキャラクターボイスは収録されていない。
- PS2/PSP版ではおまけシナリオの順番がPC版とは異っている。括弧内のローマ数字がPS2版のエピソード番号。
- Episode IXは欠番（後述のゲーム版ドラマCDが発売前の告知でIXとされていた）。

#### ショートストーリー
『やるきばこ』プレイングマニュアルに収録。
- 眠り姫の宿題（ホームワーク）
- 迷い仔猫の処（トコロ）と心（ココロ）

### テレビアニメ
2006年10月から12月にチバテレビ他の独立UHF局及びキッズステーション (CS) で『乙女はお姉さまに恋してる』のタイトルで放送された。タイトルロゴのデザインも異なり、キャラクターデザインも原作ゲームの物とは大きくかけはなれており、声優はゲーム版から全員変更された。テレビ本放送では第12話をもって終了したがDVDではストーリーが1話追加され、全13話構成となっている。
ED曲を原作ゲームでもED曲を歌う榊原ゆいの起用、BGMもゲームと同様にZIZZ STUDIOによる楽曲を使用（「音楽制作協力」とクレジットされているが、実際は主題歌以外の全曲を担当）、ヨダによるデフォルメキャラクターを多用している。

#### スタッフ
- 原作 - キャラメルBOX
- 監督 - 名和宗則
- 助監督 - ウシロシンジ
- シリーズ構成 - 長谷川勝己
- キャラクターデザイン - 島沢ノリコ
- メインアニメーター - 枡田邦彰
- 美術監督 - 小坂部直子
- 色彩設計 - 岩井田洋
- 撮影監督 - 口羽毅
- 編集 - 田熊純
- 音楽 - 磯江俊道
- 音響監督 - 榎本崇弘
- プロデューサー - 柏木秀博、宿利剛、川﨑とも子、高橋和也
- 企画協力・制作 - GANSIS
- アニメーション制作 - feel.
- 製作 - おとボク製作委員会

#### 主題歌
（出典：『女装少年コレクション ゲーム編 2009』（一迅社）、62頁。）
オープニングテーマ「Love Power」（第1 - 11話、13話）
作詞 - 有森聡美 / 作曲・編曲 - 橋本由香利 / 歌 - Aice5
エンディングテーマ
「Beautiful day」（第1 - 13話）
作詞・歌 - 榊原ゆい / 作曲・編曲 - 神楽坂直樹
「Love Power」（第12話）
- 第12話は「Love Power」と「Beautiful day」を続けてEDとした。

挿入歌「Again」（第11話）
作詞・作曲・歌 - 榊原ゆい / 編曲 - 宅見将典

#### 各話リスト
（出典：総作画監督以外は『女装少年コレクション ゲーム編 2009』（一迅社）、62頁。）
| 話数 | サブタイトル                               | 脚本                | 絵コンテ     | 演出                  | 作画監督                                  | 総作画監督          |
| ---- | ------------------------------------------ | ------------------- | ------------ | --------------------- | ----------------------------------------- | ------------------- |
| 1    | 口紅をひいた王子様                         | 長谷川勝己          | ウシロシンジ | ウシロシンジ          | 丸山隆                                    | 島沢ノリコ          |
| 2    | けせない消しゴム                           | 長谷川勝己          | 山本天志     | 布施康之              | 野村雅史 川島勝                           | 島沢ノリコ          |
| 3    | おとめが乙女を選ぶ時                       | 長谷川勝己          | 枡田邦彰     | ウシロシンジ 徳本善信 | 鈴木豪 吉田伊久雄                         | 枡田邦彰            |
| 4    | 開かずの扉の眠り姫                         | 長谷川勝己 長井知佳 | 石田享       | 徳本善信              | 清水祐実 山本篤志                         | 枡田邦彰            |
| 5    | 真夜中の教会                               | 長谷川勝己 長井知佳 | 徳本善信     | 角田一樹              | 山本篤志 重松しんいち 清水祐実 藤原未来夫 | 枡田邦彰 島沢ノリコ |
| 6    | 夏の日の狂想曲                             | 長谷川勝己          | 山本天志     | 宮田亮                | 丸山隆                                    | 島沢ノリコ          |
| 7    | 小っちゃな妹と大きなリボン                 | あみやまさはる      | 佐々木奈々子 | 徳本善信              | 鈴木豪 川島勝                             | 枡田邦彰 島沢ノリコ |
| 8    | 縮まらない記録                             | 鈴木雅詞            | 殿勝秀樹     | 福田貴之              | 吉田伊久雄                                | 島沢ノリコ          |
| 9    | まりやの気持ち                             | あみやまさはる      | 佐々木奈々子 | 徳本善信              | 清水祐実 山本篤志                         | 枡田邦彰            |
| 10   | 二人のジュリエット                         | あみやまさはる      | 小林智樹     | 菜香ゆき              | 江上夏樹 鈴木豪 藤原未来夫 丸山隆         | 枡田邦彰 島沢ノリコ |
| 11   | 戸惑いの練習曲                             | 長谷川勝己          | ウシロシンジ | 徳本善信              | 川島勝 岩崎泰介                           | 丸山隆              |
| 12   | ラストダンスは永遠に                       | 長谷川勝己          | ウシロシンジ | ウシロシンジ          | 吉田伊久雄 山本篤志 清水祐実              | 島沢ノリコ 枡田邦彰 |
| 13   | 大きな少年少女の世界名作の森〜ツンデレラ〜 | 鈴木雅詞            | 名和宗則     | 名和宗則              | 島沢ノリコ                                | -                   |

#### 放送局
| 放送対象地域 | 放送局             | 放送期間                  | 放送日時           | 系列           | 備考             |
| ------------ | ------------------ | ------------------------- | ------------------ | -------------- | ---------------- |
| 神奈川県     | tvk                | 2006年10月7日 - 12月23日  | 土曜 24:30 - 25:00 | 独立UHF局      |                  |
| 千葉県       | チバテレビ         | 2006年10月8日 - 12月24日  | 日曜 23:30 - 24:00 | 独立UHF局      |                  |
| 埼玉県       | テレ玉             | 2006年10月8日 - 12月24日  | 日曜 25:00 - 25:30 | 独立UHF局      |                  |
| 兵庫県       | サンテレビ         | 2006年10月9日 - 12月25日  | 月曜 24:00 - 24:30 | 独立UHF局      |                  |
| 東京都       | TOKYO MX           | 2006年10月9日 - 12月25日  | 月曜 25:30 - 26:00 | 独立UHF局      |                  |
| 愛知県       | テレビ愛知         | 2006年10月9日 - 12月25日  | 月曜 26:13 - 26:43 | テレビ東京系列 |                  |
| 日本全域     | キッズステーション | 2006年10月10日 - 12月26日 | 火曜 24:30 - 25:00 | CS放送         | リピート放送あり |
| 京都府       | KBS京都            | 2006年10月11日 - 12月27日 | 水曜 25:30 - 26:00 | 独立UHF局      |                  |

#### インターネットラジオ
インターネットラジオ番組「聖應女学院放送局」が2006年10月5日より2008年3月27日までアニメイトTVにて毎週木曜日更新で配信。最終回は横浜港を拠点として運行されているレストランシップロイヤルウイングで収録された。
- パーソナリティ - 松来未祐、後藤邑子 (#1 - 38)、神田朱未 (#39 - 74)

#### 漫画
キャラメルBOX（原作）、あらきかなお（作画）、『月刊コミック電撃大王』（アスキー・メディアワークス、全2巻）
- 『乙女はお姉さまに恋してる』
  - 2006年11月号（9月21日発売）から2008年8月号（6月27日発売）まで連載。

  1. 2007年8月27日、ISBN 978-4-8402-4012-3 瑞穂の黒ビキニ絵のアニメイト限定バージョンのカバーあり。
  2. 2008年9月27日、ISBN 978-4-04-867321-1

アンソロジーコミック、エンターブレイン、既刊12巻（2009年3月25日現在）
- 『マジキュー4コマ 乙女はお姉さまに恋してる 』
  1. 2007年3月26日、ISBN 978-4-7577-3443-2 第1巻のみ巻数表示なし
  2. 2007年5月25日、ISBN 978-4-7577-3602-3
  3. 2007年8月25日、ISBN 978-4-7577-3705-1
  4. 2007年10月25日、ISBN 978-4-7577-3813-3
  5. 2007年12月25日、ISBN 978-4-7577-3910-9
  6. 2008年2月25日、ISBN 978-4-7577-4021-1
  7. 2008年4月25日、ISBN 978-4-7577-4168-3
  8. 2008年6月25日、ISBN 978-4-7577-4273-4
  9. 2008年8月25日、ISBN 978-4-7577-4380-9
  10. 2008年10月25日、ISBN 978-4-7577-4493-6
  11. 2008年12月25日、ISBN 978-4-7577-4596-4
  12. 2009年3月25日、ISBN 978-4-7577-4775-3

#### DVD
（出典：発売日は『女装少年コレクション ゲーム編 2009』（一迅社）、60-62頁。）
全4巻。
- 期間限定特装版
  1. Vol.1（1 - 4話）：（2007年1月11日、KIBA-91366）
  2. Vol.2（5 - 7話）：（2007年2月7日、KIBA-91367）
  3. Vol.3（8 - 10話）：（2007年3月7日、KIBA-91368）
  4. Vol.4（11話 - 特別編）[注釈 6]：(2007年4月4日、KIBA-91369）
- 通常版
  1. Vol.I（1 - 4話）：（2007年5月9日、KIBA-1366）
  2. Vol.II（5 - 7話）：（2007年6月6日、KIBA-1367）
  3. Vol.III（8 - 10話）：（2007年7月11日、KIBA-1368）
  4. Vol.IV（11話 - 特別編）：（2007年8月8日、KIBA-1369）

#### CD
キャラクターソングシリーズ
乙女はお姉さまに恋してる キャラクターソングシリーズ
1. PART1 瑞穂・紫苑・まりや（2006年7月26日、KICM-3123）
  1. 愛する人へ
作詞：有森聡美、作曲・編曲：橋本由香利、歌：宮小路瑞穂（堀江由衣）
  2. Love is
作詞：有森聡美、作曲：佐藤英敏、編曲：YUPA、歌：十条紫苑（松来未祐）
  3. 初恋のまま…
作詞：有森聡美、作曲・編曲：菊地創、歌：御門まりや（浅野真澄）

2. PART2 由佳里・奏・一子（2006年、KICM-3124）
  1. 女の子の証
作詞：有森聡美、作曲・編曲：橋本由香利、歌：上岡由佳里（松本彩乃）
  2. リボンの気持ち
作詞：有森聡美、作曲：黒田秀雄、編曲：森朗、歌：周防院奏（神田朱未）
  3. 恋する乙女は
作詞：有森聡美、作曲・編曲：大川茂伸、歌：高島一子（後藤邑子）

3. PART3 貴子・君枝・緋紗子（2006年、KICM-3125）
  1. 誰も知らない
作詞：有森聡美、作曲：住吉中、編曲：YUPA、歌：厳島貴子（たかはし智秋）
  2. Dear friend
作詞：有森聡美、作曲・編曲：POM、歌：菅原君枝（木村まどか）
  3. 大人へのスケッチ
作詞：有森聡美、作曲・編曲：菊地創、歌：梶浦緋紗子（榊原ゆい）

サウンドトラック
- 乙女はお姉さまに恋してる A Luxury Sound 〜オリジナルサウンドトラック〜（2006年11月22日、KICA-812）

ドラマCD
ドラマCD 乙女はお姉さまに恋してる
1. シーズン01 〜ショッピングは危険な香り？〜（2006年10月25日、KICA-807）
2. シーズン02 〜魔法使いのレシピ〜（2006年11月22日、KICA-808）
3. シーズン03 〜Girl meets Cat〜（2006年12月21日、KICA-809）
4. シーズン04 〜偶然と必然の迷宮（ラビリンス）〜（2007年4月11日、KICA-835）

乙女はお姉さまに恋してる エピローグCD
1. VOL.1 〜卒業旅行に行きましょう〜（2010年8月26日、HBDC-082）

DJCD
WEB RADIO おとボク 聖應女学院放送局
1. （2007年5月9日、KICA-849）
2. （2007年6月6日、KICA-850）
3. （2007年12月26日、KICA-893）
4. （2008年2月6日、KICA-894）

## 処女はお姉さまに恋してる 2人のエルダー

### ストーリー
御門 千早は、外交官である父親の納得できない行動が原因で男性不信となり、それが通っている学園でも影響し、ついには人間不信になり登校拒否になっていた。それを見かねた母・妙子の強制により、妙子の母校である「聖應女学院」に「妃宮 千早」として女装して転校する羽目となってしまう。学院では以前ナンパ男から助けてくれた少女・薫子と再会し、寮生活を始める。
千早の美しい容姿と嫋やかな振る舞い、優秀な成績から次第に生徒達の注目を集めていく。やがてエルダー選挙の投票日となり、千早、薫子、初音、茉清の4人が20パーセント以上の支持を得たが、初音（179票）は薫子（189票）に、茉清（177票）は千早（191票）に票を譲渡した。千早も薫子も相手が自分自身はエルダーに相応しくないと思っていることを理解していたために互いに譲るに譲れない状態が続いたが、生徒会長である初音が、偶然にも二人の総得票が同数（368票）になっていることや、二人の支持者の対立を生まないためとして、二人をエルダーとする提案を行い、満場一致で可決され、学院創立以来はじめての二人のエルダー・シスター・「ダブル・エルダー」が誕生した。

### スタッフ
- ディレクター・企画・シナリオ：嵩夜あや
- キャラクターデザイン・原画：のり太

### 楽曲
音楽 - ZIZZ STUDIO
PC版
OP「アンダーハンデッド・ガール」
作詞：嵩夜あや / 作曲・編曲：磯江俊道 / 歌：YURIA
ED「陽だまりの中へ」
作詞：江幡育子 / 作曲 ・編曲：川越好博 / 歌：美郷あき
挿入歌「移りゆく花のように」
作詞：嵩夜あや / 作曲・編曲：大山曜 / 歌：榊原ゆい
挿入歌「君のままで」
作詞：江幡育子 / 作曲・編曲：大山曜 / 歌：榊原ゆい
PSP版
OP「Crystal wish」
作詞：渡邊カズヒロ / 作曲・編曲：大山曜 / 歌：橋本みゆき
ED「ためらい、ふわり。」
作詞・作曲・歌：しほり / 編曲：大野宏明

### エピソード

#### 各話タイトル
前作同様に各話終了後にはアニメ番組のような次回予告が挿入される。第九話以降は攻略キャラに依って異なる。
- 第一話
  - モナ・リザはご機嫌ななめ (Mona Lisa is in a bad mood.)
- 第二話
  - 赤頭巾ちゃんの憂鬱 (Melancholy of Little red riding hood.)
- 第三話
  - 眠り姫オーヴァー・ドライブ (Sleeping beauties into overdrive)
- 第四話
  - 愛（かな）しきあなたに贈る歌 (Farewell song)
- （PSP版のみ）間奏曲 (Interlude)
  - 夏のひととき (Bright summer days.)
- 第五話
  - 白銀（ぎん）の花びら、黄金（きん）の雪 (Silver-worked flowers, or gorlden snows)
- 第六話
  - （PC版のみ）射干玉（ぬばたま）の夜の姫君 (Princess of complete darkness)
  - （PSP版のみ）占い師殿、御用心。 (Who is mastermind of the great fortuneteller?)
- 第七話
  - 蒼き心の吸血鬼（カーミラ） (Our green hearted vampires.)
- 第八話
  - 聖夜に祈りを、聖者には安らぎを (Plans to prosper you. Plans to give you hope and a future.)
- 第九話
  - 髪長姫（ラプンツェル）の箱庭 (Rapunzel alone in the kitchen garden.)
  - 親指姫に口吻をしないで（ドゥ・ノット・ディスターブ） (Do not disturb.)
  - 天（そら）の妙高（うえ）より亡（な）き聖母（はは）の説く (A promised land.)
  - 吹き募る風の季節を (Blowing in the wind.)
  - （PSP版のみ）薄曇りの長い午後 (Afternoon travelers.)
- 最終話
  - 移りゆく花のように (Spring in here again.)
  - 甘くて小さな指（スウィートリトルディジット） (Sweet little digit.)
  - 月は無慈悲な夜の媛星（ひめぼし） (Girls are moon child.)
  - 雪の流水階段（カスケイド） (Melt in your arms.)
  - （PC版のみ）早春乞歌 (A season to wait for spring.)
  - （PC版のみ）逆上がりネメシス (Mirage of mind.)
  - （PSP版のみ）いつか春になる日まで (A better tomorrow.)
  - （PSP版のみ）嘘つき天使に花束を (Flowers for sincerity liar.)
- エピローグ

#### おまけシナリオ
- 茉清と聖のクリスマス
- 劇にまつわるエト-セトラ
- スウィート・パニック

#### ショートストーリー
『処女はお姉さまに恋してる 2人のエルダー ビジュアルファンブック』に収録。
- あたしの大きなお姉さま

### OVA
2010年12月10日には『処女はお姉さまに恋してる 2人のエルダー』のアニメ化が発表された。2012年8月より『乙女はお姉さまに恋してる 2人のエルダー THE ANIMATION』のタイトルで発売。全3巻。発売に先駆けてAT-Xにて先行放送されている。映像面では前作のテレビアニメと異なりコメディー要素やデフォルメキャラは一切含まれずシリアスに準じたストーリーになっている。
なお、OVAでは千早と薫子が「ダブル・エルダー」となるまでの様子が描かれている。

#### スタッフ
- 原作 - キャラメルBOX[9]
- キャラクター原案 - のり太[9]
- 監督 - 川面真也[9]
- シリーズ構成・脚本 - 横手美智子[9]
- キャラクターデザイン・総作画監督 - 佐野恵一[9]
- 色彩設計 - 大塚奈津子
- 美術監督 - 岩瀬栄治[9]
- 3D監督 - 濱村敏郎[9]
- 撮影監督 - 浅野宏彰
- 編集 - 後藤正浩
- 音響監督 - 亀山俊樹
- 音響制作 - grooove
- 音楽 - 中川孝[9]
- プロデューサー - 高橋和也、田中信作、金子逸人
- アニメーションプロデューサー - 中川二郎
- アニメーション制作 - SILVER LINK.
- 製作 - おとボク2製作委員会[9]（フロンティアワークス、メディアファクトリー、SILVER LINK.）

#### 主題歌
オープニングテーマ「CROSS × OVER SENSATION」
作詞 - 松井洋平 / 作曲・編曲 - 矢鴇つかさ / 歌 - 麻生夏子
エンディングテーマ「秘密」
作詞・作曲 - rino / 編曲 - 大野宏明 / 歌 - CooRie

#### 各話リスト
| 話数        | サブタイトル                 | 絵コンテ | 演出     | 作画監督                     | 発売日         |
| ----------- | ---------------------------- | -------- | -------- | ---------------------------- | -------------- |
| episode:I   | 乙女としての日々と危機       | 川面真也 | 川面真也 | 佐野恵一                     | 2012年8月29日  |
| episode:II  | 乙女としての苦悩とメロディー | 川面真也 | 平田豊   | 堤谷典子                     | 2012年9月26日  |
| episode:III | 乙女の恋と光                 | 神保昌登 | 神保昌登 | 氏家嘉宏 藤原未来夫 佐野恵一 | 2012年10月26日 |

## 処女はお姉さまに恋してる 3つのきら星

### あらすじ（3つのきら星）
結城大輔の養子である密は養父の上司にして世界的企業グループ・尽星コーポレーションの総帥・風早幸敬から幸敬の娘にして風早家次期当主の風早織女の身辺警護を頼まれる。
とはいえ、彼女が通う聖セラール女学院はお嬢様学校だったため、密は女装して通う羽目になった。

### OVA
『処女はお姉さまに恋してる 三つのきら星 The Animation 上巻』は、2022年6月24日にショーテンから発売された。

#### スタッフ
- 原作 - キャラメルBOX[11]
- キャラクター原案 - のり太[11]
- 監督・絵コンテ・演出 - 伊藤忠夫[11]
- 脚本 - 東坂未理[11]
- キャラクターデザイン・作画監督 - 高橋竜弥[11]
- 色彩設定 - 平山忍[11]
- 撮影監督 - 霞京香[11]
- 編集 - 柳圭介[11]
- 音響監督 - 森田洋介[11]
- 音響プロデュース・音響制作 - 株式会社ブレイブハーツ[11]
- 音楽 - ZIZZ STUDIO[11]
- 製作 - 合同会社EXNOA[11]

## 作中用語
エルダー・シスター (Elder Sister)
手本となる最上級生に贈られる称号で、毎年6月末に全生徒の投票で選ばれる。通常は「エルダー」と略される。学院内では上級生を「○○お姉さま」と呼ぶのが習わしだが、エルダーは同級生も含めて単に「お姉さま」と呼ばれる。生徒会長のような公式の役職ではないが、学院に長年継承される伝統であり、その影響力は大きく、時に生徒会長を凌ぐ発言力を持つ。
エルダーとなるには75パーセント以上の得票が必要であるが、選挙では特に候補者も立てずに行われるので、通常一度の投票結果でエルダーが決定することは無い。エルダー選挙では譲与という制度が存在し、得票者同士で票を譲り合って、最終的に75パーセント以上の票を得た者がエルダーとなることが慣習である。それでも決まらない場合は空席となるが、このようなケースはほとんどない。
『2人のエルダー』までに判明するエルダーは以下のとおり。
- 第50代（22年前）：宮小路 幸穂
- 不明：梶浦 緋紗子
- 第71代：十条 紫苑
- 第72代：宮小路 瑞穂
- 第73代：菅原 君枝
- 第74代：周防院 奏
- 第75代：妃宮 千早・七々原 薫子

聖應女学院
明治19年に創建された伝統あるキリスト教系のお嬢様学校。創立者は瑞穂の5代前の先祖（作中の台詞では祖父の2代前の先祖）に当たる人物で、現在もなおその運営は鏑木財閥に依るところが大きい。
元々はイギリスのパブリックスクールをモデルに日本の近代化に合った女子のための教育の場として建てられた女学院で、イギリスの影響により当初はプロテスタントの学校であった。しかし、戦後は幼等部から大学院までの一貫校へ再編され、同時期にマリア信仰の性質が強いカトリックへと改宗したという歴史がある。モットーは慈悲と寛容。校則は緩いが、情操教育と生徒内自治のため、校則違反はほとんどない。
制服は夏服・冬服共にロングスリーブで色は夏服は白、冬服は黒。またスカートの丈はロングからショートまで自由で各自の選択に委ねられている。
なお、「同じ学び舎の姉妹」という概念から、生徒たちは基本的に相手に対し苗字ではなく名前で呼ぶ事になっている。
CD-ROM版などでは別の学園名であったが、類似する名前の実在の学校がある事がユーザーの指摘により判明し、DVD-ROM版の発売を前にした2006年3月24日に「聖應女学院（せいおうじょがくいん）」への変更が発表された。旧名の女学院は「相手方の学校様にご迷惑が掛かりますので、使用をご遠慮頂けるように」とのコメントが公式サイトのブログ内で呼びかけられている。
聖應女学院女子寮
宮小路 瑞穂たちが暮らす女子寮である。現在は櫻館（さくらやかた）を残すのみとなっているが、かつての高等学部時代の全寮制だった頃にはほかに椿館（つばきやかた）、榎館（えのきやかた）、楸館（ひさぎやかた）、柊館（ひいらぎやかた）の4つが存在していた。現在は寮が一つしか残っていないためにその名称が使われることは無く、正式名称は聖應女学院女子寮に変わっている。
朝から夕方までの間は寮母が居り、寮生の食事などを作っている。そのレシピは代々の寮母に伝えられてきた物で、出される食事はイギリス風の献立が中心。頼むと作ってもらえる弁当は必ずサンドイッチであるが、そのレシピ数は120にもなる。
受付嬢
淑女たる者、呼びかけに対して子供のように応じるものではない、という考えから生まれた聖應独自の制度。聖應では他クラスの生徒からの呼びかけに直接応えてはならず、他クラスの生徒はまず受付嬢に話しかけ、そこから希望の生徒を呼び出してもらうか、あるいは案内してもらうことになる。この性質上、最前列の一番右側の席に座る生徒が受付嬢の役割を担うことになる。受付嬢がいない場合はその周囲の席に座る生徒が代理となる。また、受付嬢はその役割上、必然的に学院内の人間関係に詳しくなり、全ての受付嬢が集まれば分からないことはないのではないかと噂されるほどである。
二つ名
主に学院内で何かしらの活躍をした生徒に与えられる称号。基本的には尊称のようなものであり、生徒たちが本人に非公認で名付ける為か、本人はその呼び名で呼ばれることを望まないことが多い。普通は「○○の君」と名付けられるが、千早の「白銀の姫君」のような名付け方もあれば、茉清の「王子」や雅楽乃の「御前」のような特殊な二つ名もある。
翔陽大学
鏑木 瑞穂・十条 紫苑・厳島 貴子が進学した西東京に所在する大学である。『やるきばこ2』収録のおまけシナリオに登場。
おボクさま
暗黒絵師・ヨダによって描かれる『おとボク』のデフォルメギャグバージョン。初回特典『ツンデレラ』やメーカーHPに掲載されたパロディ漫画などがこのバージョンで描かれており、本編中でも一部のギャグシーン（紫苑が奏を抱きしめる場面や貴子の失神など）で使用されている。また『やるきばこ』には映像特典として『おボクさま』バージョンのOPムービーが収録されている。アニメ版でもEDやアイキャッチのみならず本編中にも頻繁に登場した。
ツンデレラ
CD-ROM版の初回特典として付属していた絵本のタイトルで、『大きい少年少女世界名作の森 18』の副題がついている。内容はツンデレラ（厳島貴子）を主役にした『シンデレラ』のパロディ漫画で、暗黒絵師ヨダによる『おボクさま』仕様で描かれている。後にDVD-ROM版のプレイングマニュアル内にも再録されている。また、アニメ版のDVD最終巻の特典として映像化されている。アニメ版ではタイトルが少し異なり、『大きな少年少女の世界名作の森〜ツンデレラ〜』となっている。
注釈
お嬢様学校を舞台にしているため、通常のプレイヤーに理解しにくいアカデミックな単語や、主に圭の発する哲学やオカルトに関する専門用語に対して、画面に解説を記した注釈欄が出現する。
まりやのツッコミになぜか「す、すみませんでした」と反応が返ってくるシーンがある。また、まりやの例え言葉に瑞穂が「使い方が違うんじゃ…」とツッこんだ際に注釈で「合ってる様だよ、瑞穂クン？」と逆指摘される場面もある。また、『2人のエルダー』にてジェンダー・アイデンティティーの説明後、「絶賛分裂中とか云わないっ！」と千早にツっこまれて「注釈にツッコミを入れても無駄です☆」と返している。
秘密会議
司令官の召集によりで行われる、主に主人公に関わるとても怪しい会議である。裸電球1個だけしかない薄暗い場所で行われるが、どこにあるのかは明かされていない。皆瀬 初音の言によると、この秘密会議はお姉さま方から引き継いだ伝統とのこと。
聖應の十月革命
元は、学院で風紀紊乱取締りやその戒告処分の権限を有する生徒会長の厳島 貴子が、周防院 奏のリボンが校則違反であるとして処罰したのに対し、宮小路 瑞穂・十条 紫苑・御門 まりやが興した運動である。瑞穂たちは生徒会則特例による異議申し立てを行い、生徒総会で処分を撤回させた。生徒総会の行われる十月に興した事もあり、歴史的出来事「十月革命」にちなんで付けられている。『2人のエルダー』では、生徒会副会長の烏橘 沙世子が神近 香織理に対して行った停学処分の判断を、妃宮 千早・七々原 薫子のダブル・エルダーが覆すために行動を興した。この運動のことを千早は「十月革命」に対して「葡萄月（ヴァンデミエール）の反乱」と名付けたが、この呼び名が浸透したかどうかは不明。なおPSP版では停学処分の原因がコンシューマゲームの倫理規定にふれるため、本編からカットされている。
最終決戦ケーキ
エルダー・シスターはバレンタイン・デーになると、全校生徒から大量のチョコレートを受け取り、机にはチョコが山のように積み重ねられて「チョコ・タワー」ができる。『ダブル・エルダー』で席が隣同士の妃宮 千早と七々原 薫子の場合は、お互い積み重なり傾きかけたチョコが頂上部でくっついて「チョコ・アーチ」となった。過去にエルダーが責任持ってチョコを全部食べようとして自律神経失調症になった例があり、それより後は、エルダーは貰ったチョコ全てを必ず一口は食べ、残りはクラスメイト全員がチョコを贈った生徒の名簿作成等を手伝う代わりに手間賃として配られるようになっている。
「最終決戦ケーキ」とは、72代エルダーである宮小路 瑞穂の時、大量にチョコを貰う瑞穂に配慮して、個々人でチョコを贈る代わりにクラスメイトほか有志が協力してチョコレートケーキを作成して贈ったものである。尤も、自重しなかったクラスメイトが大型ケーキを何層にも重ねたウエディングケーキ状にしてしまい、「伝説のケーキ」として語り継がれることになってしまった。『2人のエルダー』では、妃宮 千早と七々原 薫子のために、クラスメイトが「伝説のケーキの復元」としてチョコレート・ウエディングケーキを作っている。なお、命名はまりや。

## 開発

### 処女はお姉さまに恋してる
コンセプトは「現代社会に足りない、優しさを伝えるゲーム」。
キャラメルBOXは宮小路瑞穂役に神村ひなを指名起用した。当時の神村のボイスサンプルには少年の芝居をしたものが入っておらず、連絡を受けた神村は「何で、私が主人公なんだろう？」と初め疑問に思ったという。収録時、ディレクターは「男の子ではなく、神村ひなさんの声そのままでいいです」と神村に指示を出した。神村によれば、そのときライターが「このゲームは瑞穂くんが人気投票で1位にならなかったら全部ダメです」とこぼすように言ったとのことであり、相当なプレッシャーを受けたという。

### 2人のエルダー
『2人のエルダー』の企画が始動したのは、前作『おとボク』の発売から1、2年後であった。本格的に動き出したのは、『やるきばこ2』の発売後、前作の発売から2、3年後のことであった。
『おとボク』に対するユーザーの反響は大きかった。ファンのユーザーが『おとボク』の即売会を催した際、ライターの嵩夜あやも同人誌を出品した。その同人誌は加筆修正を経て『櫻の園のエトワール』として出版された。（一般に）ゲームでは必然的に主人公視点が多くなり、他の登場人物に視点が移っても「他の視点から見た主人公」が軸にならざるをえないとする。嵩夜は『櫻の園のエトワール』では群像劇を書いてみたいと思ったという。『2人のエルダー』は『エトワール』を起点として制作された。
嵩夜は、前作から「現代社会に足りない、優しさを伝えるゲーム」というコンセプトを引き継いだ。主人公については、差別化を図るべく、女性らしさを前面に出した。さらに見た目と中身のギャップを意識し、瑞穂とは違い性格を悪くしたという。前作発売時と違い、「男の娘」というジャンルの認知が進んでいる状況であった。嵩夜は「美少年が女装して、女の子たちとイチャイチャする」という一般的な男の娘ゲームとは異なるものになるよう心がけたと説明している。
のり太は、「綺麗に根気強く描く」という部分にこだわり、精密な原画を心がけた。前作との違いとして画面がワイドになっており、大変であったとしつつも、演出の幅が広がったとしている。

## 反響

### 処女はお姉さまに恋してる

#### 売り上げ
『処女はお姉さまに恋してる』は、発売月（2005年1月）の売り上げにおいて、『BugBug』の集計では2位を記録した。
『乙女はお姉さまに恋してる Portable』の販売実績は、メディアクリエイトが発行した『2011テレビゲーム産業白書』によれば、初週3,760本、2010年期（2010年1月4日 - 2011年1月2日）では累計9,499本販売され、家庭用ゲーム全体では年間の692位であったとされている。『ファミ通ゲーム白書2011』によれば、2010年期（2009年12月28日 - 2010年12月26日）では累計11,057本発売され、家庭用ゲーム全体では年間の609位であったとされている。

#### 人気投票
アダルトゲーム月刊誌『TECH GIAN』が企画した2005年上半期の「俺ゲーグランプリ」において、本作は総合部門の4位、シナリオ部門の3位、グラフィック部門の5位、サウンド部門の4位、システム部門の9位を獲得し、キャラクター部門においては宮小路瑞穂が4位、厳島貴子が8位、十条紫苑が11位にランクインした。

#### テレビアニメ
2007年3月、テレビアニメ『乙女はお姉さまに恋してる』は2006年の全アニメ作品を対象にした「このアニメがすごい！ 2007」で13位に入賞した:19。ノミネート作品は全286作であった:130。
坂井直人は「『乙ボク』は派手さと縁遠い地味さがよかった。このしんみりとする感触は、かつての良作『センチメンタルジャーニー』に通じるもの」であるとし、中でも奏のリボンが校則違反かどうかを審議する第7話が、個々のキャラクターの役回りがバランス良く配された印象深い一編であったとしている:114。

### 2人のエルダー

#### 売り上げ
『2人のエルダー』は、その発売年（2010年）の売り上げにおいて、『BugBug』の集計では13位であった。

#### 人気投票
| 部門名       | Getchu.com | TECH GIAN | BugBug    |
| ------------ | ---------- | --------- | --------- |
| 総合         | 9位/20位   | 8位/30位  | 4位/40位  |
| シナリオ     | 5位/15位   | 9位/10位  | 5位/30位  |
| グラフィック | 圏外/15位  | 10位/10位 | 部門なし  |
| 音楽         | 15位/15位  | 7位/10位  | 9位/20位  |
| システム     | 圏外/15位  | 8位/10位  | 圏外/30位 |
| ヴォイス     | 部門なし   | 部門なし  | 4位/20位  |
| ムービー     | 圏外/15位  | 部門なし  | 部門なし  |
| エッチ       | 圏外/15位  | 圏外/10位 | 圏外/40位 |
| キャラクター | 1人/15位   | 1人/15位  | 1人/40位  |

『2人のエルダー』は、その発売年（2010年）の人気投票において、Getchu.comでは総合9位、『TECH GIAN』では総合8位、『BugBug』では総合4位であった。

## 関連商品

### 音楽CD
- maiden’s rest 『処女はお姉さまに恋してる』オリジナルサウンドトラック（2005年2月25日）
- PCゲーム「処女はお姉さまに恋してる 2人のエルダー」ボーカルミニアルバム（2010年5月26日）

### ドラマCD
- 処女はお姉さまに恋してる 〜晩夏（なつ）の秋桜（コスモス） 初秋（あき）の茉莉花（まつりか）〜
  - 嵩夜あや脚本による公式ドラマCD。9月の体育祭の季節の物語。発売前の告知ではAppendix-IXと銘打たれていたが[37]、商品CDのジャケット等にそのような記述は存在しない。2枚組。2005年）9月22日発売。
- 処女はお姉さまに恋してる 〜櫻の園のエトワール〜 ドラマCD
  - 貴子シナリオの後日談にあたる公式ライトノベルをドラマCD化したもの。2009年12月のコミックマーケット77にて先行発売の後、2010年1月29日に一般発売開始[38]。2枚組。「いと小さき、君のために」以外のすべてのエピソードを収録。「いと小さき、君のために」はCD未収録エピソードとして、CD公式ページにてmp3形式でダウンロード可能となっているので、これとあわせて小説版の内容をほぼ収録した形となっている。

### 小説
- 『処女はお姉さまに恋してる 囚われの姫君〜紫苑編〜』（2005年6月発売）、ISBN 4-89490-759-3
- 『処女はお姉さまに恋してる とまどうジュリエット〜貴子編〜』（2005年8月発売）、ISBN 4-89490-767-4
村上早紀（著）/キャラメルBOX（原作）/のり太（原画）、パラダイム〈パラダイムノベルス〉
  - 『紫苑編』は紫苑シナリオベースであり、共通シナリオのエピソードもほとんど描かれている。『貴子編』は貴子シナリオベースであるが、まりやシナリオの要素も多く採り入れられている。共に18禁作品。
- 『処女はお姉さまに恋してる 』（2005年8月24日発売[39]）、ISBN 4-86176-086-0
皆川千尋（著）/キャラメルBOX（原作）/あおいうめ（挿絵）、ジャイブ〈キャラクターノベル〉
  - 貴子シナリオベース。全編貴子の一人称で書かれている。一般作品。
- 『処女はお姉さまに恋してる 櫻の園のエトワール』（2005年9月11日頒布）
嵩夜あや（著）、同人誌（八王子パルサー）
  - 原作を担当した嵩夜あやによる、主人公達の卒業後の学院の様子を描く外伝的ストーリー。同人誌とはいえ、公式シナリオライターによる半公式外伝である（「やるきばこ2」収録のおまけシナリオ内でも、本作のエピソードへの言及がある）。一般作品。
  - なお、あとがきによると『櫻の園のエトワール』というサブタイトルはこのゲームの開発初期におけるタイトル案の一つであったとのことである。
- 『乙女はお姉さまに恋してる 櫻の園のエトワール』（2007年12月25日発売[40]）、ISBN 978-4-7577-3924-6
嵩夜あや（著）/のり太（イラスト）、エンターブレイン〈ファミ通文庫〉
  - 同人誌版『櫻の園のエトワール』を改訂・拡張した、完全版。一般作品。貴子シナリオのアフターストーリで、瑞穂たち第百九期メンバーを送り出してからひと月、新入生の薫子と初音が入寮し、奏と由佳里には妹ができる。内容はオムニバス形式になっている。
- 『処女はお姉さまに恋してる 2人のエルダー 薫子編』（2010年9月30日発売[41]）、ISBN 978-4-89490-975-5
- 『処女はお姉さまに恋してる 2人のエルダー 香織理編』（2010年11月20日発売[42]）、ISBN 978-4-89490-979-3
- 『処女はお姉さまに恋してる 2人のエルダー 雅楽乃編』（2011年1月19日発売[42]）、ISBN 978-4-89490-987-8
雑賀匡（著）/キャラメルBOX（原作）/のり太（原画）、パラダイム〈パラダイムノベルス〉
  - 18禁作品。
- 『処女はお姉さまに恋してる 〜2人のエルダー〜 騎士の君のラブロマンス』（2010年12月3日発売[42]）、ISBN 978-4-86032-991-4
舞麗辞（著）/キャラメルBOX（原作）/七輝静樹（イラスト）、キルタイムコミュニケーション〈二次元ゲーム文庫〉
  - 18禁作品。
- 『乙女はお姉さまに恋してる2 〜二人のエルダー〜』（2010年12月15日発売[43]）、ISBN 978-4-7973-6290-9
- 『乙女はお姉さまに恋してる2 〜窓越しの異邦人〜』（2011年7月15日発売[43]）、ISBN 978-4-7973-6406-4
- 『乙女はお姉さまに恋してる2 〜黄金の檻 荊の鳥籠〜』（2012年1月15日発売[43]）、ISBN 978-4-7973-6645-7
- 『乙女はお姉さまに恋してる2 〜ドーン・パープル〜』（2012年9月18日発売）、ISBN 978-4-7973-7030-0
- 『乙女はお姉さまに恋してる2 〜移りゆく花のように〜』（2013年8月12日発売）、ISBN 978-4-7973-7337-0
嵩夜あや（著）/キャラメルBOX（原作）/のり太（イラスト）、ソフトバンククリエイティブ〈GA文庫〉
  - 原作者である嵩夜あやによる小説。一般作品。
- 『処女はお姉さまに恋してる 2人のエルダー 雅楽乃のキモチ』（2011年6月30日発売[44]）、ISBN 978-4-89490-643-3
雑賀匡（著）/キャラメルBOX（原作）/Konomi, 水上凜香, 佐倉りお, 羽月深弥（絵）、パラダイム〈まるち文庫〉
  - 千早と雅楽乃がカップルになった後を描いている。4部構成。一般作品。
- 『処女はお姉さまに恋してる 2人のエルダー 私の嫌いなお姉さま』（2011年8月31日[45]）、ISBN 978-4-89490-644-0
飯山満（著）/キャラメルBOX（原作）/牧だいきち, みついまな, あらいぐま, 水上凜香, 卓太郎, 佐倉りお（絵）、パラダイム〈まるち文庫〉
  - 特定のヒロインのシナリオに依存しないサイドストーリー。一般作品。
- 『処女はお姉さまに恋してる 2人のエルダー 愛情は最高のスパイス！』（2011年11月25日発売[46]）、ISBN 978-4-89490-643-3
雑賀匡（著）/キャラメルBOX（原作）/師走ほりお, すいひ, 佐倉りお, あらいぐま（絵）、パラダイム〈まるち文庫〉
  - 史をメインにした作品。3部構成。一般作品。
- 『処女はお姉さまに恋してる 2人のエルダー 淡雪のコイゴコロ』（2012年1月27日発売[47]）、ISBN 978-4-89490-646-4
雑賀匡（著）/キャラメルBOX（原作）/佐倉りお, すいひ, 師走ほりお, Konomi（絵）、パラダイム〈まるち文庫〉
  - 淡雪をメインにした作品。4部構成。一般作品。
- 『処女はお姉さまに恋してる 2人のエルダー 薫るは甘き恋模様』（2012年3月29日[48]）、ISBN 978-4-89490-648-8
RICOTTA（著）/キャラメルBOX（原作）/師走ほりお, すいひ, あらいぐま（絵）、パラダイム〈まるち文庫〉
  - 薫子をメインにした作品。3部構成。一般作品。
- 『処女はお姉さまに恋してる 2人のエルダー 卒業式前夜』（2012年5月30日発売[49]）、ISBN 978-4-89490-649-5
雑賀匡（著）/キャラメルBOX（原作）/さより, 佐倉りお, 師走ほりお, はる雪, あらいぐま（絵）、パラダイム〈まるち文庫〉
  - 『雅楽乃のキモチ』の続編で千早の卒業式直前を描いている。5部構成。一般作品。
- 『処女はお姉さまに恋してる 2人のエルダー あなたのカオリ』（2012年7月20日発売）、ISBN 978-4-89490-650-1
雑賀匡（著）/キャラメルBOX（原作）/桐野霞, パセリ, 梅城巴, あらいぐま, 月うた, 佐倉りお（絵）、パラダイム〈まるち文庫〉
  - 香織理をメインにした作品。3部構成。一般作品。
- 『処女はお姉さまに恋してる 2人のエルダー 乙女な騎士に花束を』（2012年9月28日発売）、ISBN 978-4-89490-513-9
皆川千尋（著）/キャラメルBOX（原作）/konomi, 佐倉りお, 多門結之, 崎由けぇき, パセリ（絵）、パラダイム〈まるち文庫〉
  - 薫子視点で書かれた作品。3部構成。一般作品。
- 『処女はお姉さまに恋してる 2人のエルダー 星の定めしこと』（2012年11月29日発売）、ISBN 978-4-89490-514-6
雑賀匡（著）/キャラメルBOX（原作）/かる, 崎由けぇき, あらいぐま, 観音王子, 佐倉りお（絵）、パラダイム〈まるち文庫〉
  - ケイリをメインにした作品。3部構成。一般作品。
- 『処女はお姉さまに恋してる 2人のエルダー 初音と優雨の未来予想図』（2013年2月27日発売）、ISBN 978-4-89490-515-3
雑賀匡（著）/キャラメルBOX（原作）/konomi, 佐倉りお, 観音王子（絵）、パラダイム〈まるち文庫〉
  - 初音と優雨をメインにした作品。2部構成。一般作品。
- 『処女はお姉さまに恋してる 2人のエルダー 雅楽乃のエルダー選挙』（2013年7月30日発売）、ISBN 978-4-89490-516-0
雑賀匡（著）/キャラメルBOX（原作）/桐野霞, 観音王子, 吉北ぽぷり, あらいぐま, 佐倉りお（絵）、パラダイム〈まるち文庫〉
  - 『雅楽乃のキモチ』『卒業式前夜』の続編。5部構成。一般作品。
- 『処女はお姉さまに恋してる 2人のエルダー みんなの居場所』（2013年12月12日発売）、ISBN 978-4-89490-517-7
雑賀匡（著）/キャラメルBOX（原作）/ハレノチアメ, 玖条イチソ, 佐倉りお, cccpo, はる雪, 月うた（絵）、パラダイム〈まるち文庫〉
  - 『あなたのカオリ』の続編。3部構成。一般作品。

### 公式ガイドブック
- 処女はお姉さまに恋してる 公式ビジュアルブック (ISBN 4-344-80585-2) 幻冬舎
- 処女はお姉さまに恋してる 2人のエルダー ビジュアルファンブック (ISBN 978-4-04-726805-0) エンターブレイン

### 漫画
キャラメルBOX（作者）・ういらあくる（作画） 『月刊コンプエース』 角川書店〈Kadokawa Comics A〉、全3巻
- 『乙女はお姉さまに恋してる 2人のエルダー』
  - 2010年7月号から2012年2月号まで連載。

  1. 2010年11月26日発行（2010年11月26日発売[50]）、ISBN 978-4-04-715570-1
  2. 2011年6月25日発行（2011年6月25日発売[51]）、ISBN 978-4-04-715725-5
  3. 2012年1月26日発行（2012年1月26日発売[52]）、ISBN 978-4-04-120061-2

アンソロジーコミック、エンターブレイン、既刊3巻（2010年1月29日現在）
- 『マジキュー4コマ 処女はお姉さまに恋してる 2人のエルダー』
  1. 2010年9月25日発売[41]、ISBN 978-4-04-726773-2
  2. 2010年11月25日発売[42]、ISBN 978-4-04-726883-8
  3. 2011年1月29日発売[42]、ISBN 978-4-04-727019-0

アンソロジーコミック、一迅社〈DNAメディアコミックス〉、既刊2巻（2010年11月25日現在）
- 『処女はお姉さまに恋してる 2人のエルダー コミックアンソロジー』
  1. 2010年10月25日発売[41]、ISBN 978-4-7580-0597-5
  2. 2010年11月25日発売[42]、ISBN 978-4-7580-0600-2